# 15 tháng 3
Ngày 15 tháng 3 là ngày thứ 74 (75 trong năm nhuận) trong lịch Gregory. Còn 291 ngày trong năm.

## Sự kiện
- 44 TCN – Nhà độc tài vĩnh viễn của Cộng hòa La Mã Julius Caesar bị hàng chục nguyên lão sát hại tại một buổi họp của Viện Nguyên lão.
- 1329 – Vua Trần Minh Tông nhường ngôi cho Thái tử Trần Vượng (vua Trần Hiến Tông sau này), lui về làm Thái thượng hoàng.
- 1493 – Cristoforo Colombo trở lại Tây Ban Nha sau khi ông tìm ra châu Mỹ
- 1874 – Chính phủ Pháp và triều Nguyễn Việt Nam ký kết Hòa ước Giáp Tuất, công nhận chủ quyền vĩnh viễn của Pháp đối với Nam Kỳ.
- 1892 – Doanh nhân người Anh John Houlding thành lập câu lạc bộ bóng đá Liverpool, tách ra từ câu lạc bộ bóng đá Everton.
- 1906 – Rolls-Royce được thành lập
- 1917 – Sau Cách mạng Tháng Hai, Sa hoàng Nikolai II thoái vị, trở thành người cuối cùng nắm giữ các tước hiệu Sa hoàng Nga, Đại công tước Phần Lan và Quốc vương Ba Lan.
- 1943 – Chiến tranh thế giới thứ hai: Chiến dịch Donets kết thúc với kết quả là quân Đức tái chiếm thành phố Kharkov từ Liên Xô.
- 1972 – Bố già được phát hành, bộ phim này dựa trên tiểu thuyết cùng tên của Mario Puzo, đạo diễn là Francis Ford Coppola.
- 2019 – Ngày đen tối nhất New Zealand, xả súng 49 người chết tại New Zealand [1].

## Sinh
- 938 – Romanos II, hoàng đế Byzantine
- 1275 – Margaret Plantagenet, công chúa người Anh (m. 1318)
- 1455 – Pietro Accolti, hồng y giáo chủ thiên chúa người Ý (m. 1532)
- 1493 – Anne de Montmorency, Pháp Constable (m. 1567)
- 1591 – Alexandre de Rhodes, thầy tu dòng Tên người truyền giáo người Pháp (m. 1660)
- 1666 – George Bähr, kiến trúc sư người Đức (m. 1738)
- 1684 – Francesco Durante, nhà soạn nhạc người Ý (m. 1755)
- 1713 – Nicolas Louis de Lacaille, nhà thiên văn người Pháp (m. 1762)
- 1767 – Andrew Jackson, tổng thống Mỹ thứ 7 (m. 1845)
- 1779 – Lord Melbourne, thủ tướng Anh (m. 1848)
- 1790 – Ludwig Immanuel Magnus, nhà toán học người Đức (m. 1861)
- 1791 – Charles Knight, nhà xuất bản người Anh (m. 1873)
- 1809 – Joseph Jenkins Roberts, tổng thống Liberia đầu tiên (m. 1876)
- 1809 – Karl Josef von Hefele, nhà thần học người Đức (m. 1893)
- 1821
  - William Milligan, nhà thần học người Scotland (m. 1892)
  - Eduard Heine, nhà toán học người Đức (m. 1881)
  - Johann Josef Loschmidt, nhà khoa học người Áo (m. 1895)
- 1824 – Jules Chevalier, thầy tu người Pháp (m. 1907)
- 1830
  - Paul Heyse, nhà văn, giải thưởng Nobel người Đức (m. 1914)
  - Élisée Reclus, Geographer người Pháp (m. 1905)
- 1831 – Daniel Comboni, người truyền giáo người Ý (m. 1881)
- 1833 – Nguyễn Phúc Miên Ôn, tước phong Nam Sách Quận công, hoàng tử con vua Minh Mạng (m. 1895)
- 1835 – Eduard Strauss, nhà soạn nhạc người Áo (m. 1916)
- 1838 – Karl Davydov, nghệ sĩ vĩ cầm người Nga (m. 1889)
- 1851 – William Mitchell Ramsay, nhà khảo cổ người Scotland (m. 1939)
- 1864 – Johan Halvorsen, nhà soạn nhạc người Na Uy (m. 1935)
- 1866
  - Matthew Charlton, chính khách người Úc (m. 1948)
  - Johan Vaaler, nhà phát minh người Na Uy (m. 1910)
- 1867 – Lionel Johnson, nhà thơ người Anh (m. 1902)
- 1868 – Grace Chisholm Young, nhà toán học người Anh (m. 1944)
- 1869 – Stanisław Wojciechowski, tổng thống Ba Lan (m. 1953)
- 1882 – Jim Lightbody, người chạy đua người Mỹ (m. 1953)
- 1887 – Marjorie Merriweather Post, người giao thiệp rộng, nữ doanh nhân người Mỹ (m. 1973)
- 1890 – Boris Nikolaevich Delaunay, nhà toán học người Nga (m. 1980)
- 1897 – Jackson Scholz, người chạy đua người Mỹ (m. 1986)
- 1899 – George Brent, Diễn viên người Mỹ (m. 1979)
- 1907 – Zarah Leander, nữ Diễn viên, ca sĩ người Thụy Điển (m. 1981)
- 1912 – Lightnin' Hopkins, nhạc sĩ người Mỹ (m. 1982)
- 1913
  - MacDonald Carey, Diễn viên người Mỹ (m. 1994)
  - Jack Fairman, người đua xe người Anh (m. 2002)
- 1914 – Aniello Dellacroce, găngxtơ người Mỹ (m. 1985)
- 1915 – Joe E. Ross, Diễn viên, Diễn viên hài người Mỹ (m. 1982)
- 1916 – Fadil Hoxha, chính khách người Nam Tư (m. 2001)
- 1918 – Richard Ellmann, Biographer người Mỹ (m. 1987)
- 1919 – Lawrence Tierney, Diễn viên người Mỹ (m. 2002)
- 1920
  - Nguyễn Thị Định, nữ tướng Việt Nam (m. 1992)
  - Lawrence Sanders, tiểu thuyết gia người Mỹ (m. 1998)
- 1924 – Walter Gotell, Diễn viên người Đức (m. 1997)
- 1925 – Bert Bolin, Meteorologist người Thụy Điển
- 1926
  - Norm Van Brocklin, cầu thủ bóng đá người Mỹ (m. 1983)
  - Ben Johnston, nhà soạn nhạc người Mỹ
- 1927
  - Stanisław Kania, chính khách người Ba Lan
  - Carl Smith, ca sĩ người Mỹ
  - Christian Marquand, Diễn viên, người đạo diễn người Pháp (m. 2000)
- 1929 – Cecil Taylor, nhạc Jazz nghệ sĩ dương cầm người Mỹ
- 1930 – Zhores Ivanovich Alferov, nhà vật lý, giải thưởng Nobel người Nga
- 1932
  - Nhạc sĩ Nguyễn Văn Đông, Đại tá Quân lực Việt Nam Cộng hòa (Mất 2018)
  - Alan Bean, nhà du hành vũ trụ người Mỹ
- 1933 – Philippe de Broca, đạo diễn phim người Pháp (m. 2004)
- 1934 – Aldo Giorgini, nghệ sĩ người Ý
- 1935
  - Judd Hirsch, Diễn viên người Mỹ
  - Jimmy Swaggart, televangelist người Mỹ
- 1936
  - Paul Zindel, tác gia, nhà soạn kịch, nhà sư phạm người Mỹ (m. 2003)
  - Howard Greenfield, người sáng tác bài hát người Mỹ (m. 1986)
  - David Andrews, chính khách người Ireland
- 1939 – Jack Whyte, tác gia người Scotland
- 1940 – Frank Dobson, chính khách người Anh
- 1943 – David Cronenberg, đạo diễn phim người Canada
- 1944
  - Sly Stone, nhạc sĩ người Mỹ
  - Jacques Doillon, đạo diễn phim người Pháp
  - Chi Cheng, vận động viên, chính khách người Đài Loan
- 1946 – Bobby Bonds, vận động viên bóng chày người Mỹ (m. 2003)
- 1947
  - Ry Cooder, nghệ sĩ đàn ghita người Mỹ
  - Juraj Kukura, Diễn viên người Slovakia
- 1948
  - Sérgio Vieira de Mello, nhà ngoại giao người Brasil (m. 2003)
  - Kate–bornstein, tác gia người Mỹ
- 1950 – Jørgen Olsen, ca sĩ người Đan Mạch
- 1953 – Richard Bruton, chính khách người Ireland
- 1954 – Craig Wasson, Diễn viên người Mỹ
- 1956 – Clay Matthews, cầu thủ bóng đá người Mỹ
- 1957
  - Vương Đình Huệ, Chủ tịch Quốc hội nước CHXHCN Việt Nam
  - Park Overall, nữ Diễn viên người Mỹ
  - David Silverman, họa sĩ phim hoạt hình người Mỹ
  - Víctor Muñoz, ông bầu bóng đá người Tây Ban Nha
- 1959
  - Harold Baines, vận động viên bóng chày người Mỹ
  - Renny Harlin, đạo diễn phim người Phần Lan
  - Lisa Holton, nhà văn người Mỹ
  - Fabio Lanzoni, người mẫu, người Ý
- 1960 – Chris Sanders, họa sĩ phim hoạt hình, người đạo diễn người Mỹ
- 1961
  - Terry Cummings, cầu thủ bóng rổ người Mỹ
  - Craig Ludwig, vận động viên khúc côn cầu trên băng người Mỹ
- 1962
  - Sananda Maitreya (formerly Terence Trent D'Arby), ca sĩ người Mỹ
  - Jimmy Baio, Diễn viên người Mỹ
- 1964 – Davide Pinato, cầu thủ bóng đá người Ý
- 1967 – Naoko Takeuchi, nghệ sĩ người Nhật Bản
- 1968
  - Kahimi Karie, ca sĩ người Nhật Bản
  - Sabrina Salerno, ca sĩ người Ý
- 1969
  - Rona Ambrose, chính khách người Canada
  - Timo Kotipelto, nhạc sĩ người Phần Lan
  - Kim Raver, nữ Diễn viên người Mỹ
  - Gianluca Festa, cầu thủ bóng đá người Ý
  - Yutaka Take, vận động viên đua ngựa người Nhật Bản
- 1970
  - Derek Parra, vận động viên trượt băng tốc độ người Mỹ.
  - Hồng Nhung, danh ca nhạc nhẹ của Việt Nam.
- 1971 – Penny Lancaster, người mẫu, người Anh
- 1975
  - Eva Longoria, nữ Diễn viên người Mỹ
  - Will.i.am, nhạc sĩ người Mỹ
  - Veselin Topalov, đấu thủ cờ vua người Bulgaria
  - Eva Longoria, Diễn viên người Mỹ
  - Darcy Tucker, vận động viên khúc côn cầu người Canada
- 1976
  - Jennifer 8. Lee, nhà báo người Mỹ
  - Cara Pifko, nữ Diễn viên người Canada
  - Jose Sanchez Zolliker, nhà văn người México
- 1977
  - Joe Hahn, nhạc sĩ người Mỹ
  - Brian Tee, Diễn viên người Mỹ
- 1979 – Kevin Youkilis, vận động viên bóng chày người Mỹ
- 1980 – Freddie Bynum, vận động viên bóng chày người Mỹ
- 1981
  - Mikael Forssell, cầu thủ bóng đá người Phần Lan
  - Young Buck, ca sĩ nhạc Rapp người Mỹ
- 1982
  - Emily Tyndall, nữ Diễn viên người Mỹ
  - Rafael Pérez, vận động viên bóng chày người Dominica
- 1983
  - Sean Biggerstaff, Diễn viên người Scotland
  - Daryl Murphy, cầu thủ bóng đá người Ireland
- 1984 – Kostas Vassiliadis, cầu thủ bóng rổ người Hy Lạp
- 1985
  - James MacLurcan, Diễn viên người Úc
  - F.V.A. Morriello, tác gia người Canada
  - Eva Amurri, nữ Diễn viên người Mỹ
  - Tom Chilton, người đua xe người Anh
- 1988 – Ever Guzman, cầu thủ bóng đá người México
- 1989 – Caitlin Wachs, nữ Diễn viên người Mỹ
- 1993 – Paul Pogba, cầu thủ bóng đá người Pháp.

## Mất
- 44 TCN – Julius Caesar, tướng La Mã (s. 100 TCN)
- 220 – Tào Tháo, quân phiệt và quyền thần cuối thời Đông Hán, người đặt nền móng cho nhà Tào Ngụy thời Tam Quốc trong Lịch sử Trung Quốc (s. 155).
- 1575 – Annibale Padovano, nhà soạn nhạc người Ý (s. 1527)
- 1673 – Salvator Rosa, họa sĩ, nhà thơ người Ý (s. 1615)
- 1701 – Jean Renaud de Segrais, nhà văn người Pháp (s. 1624)
- 1842 – Luigi Cherubini, nhà soạn nhạc người Ý (s. 1760)
- 1849 – Giuseppe Caspar Mezzofanti, giáo chủ hồng y, nhà ngôn ngữ học người Ý (s. 1774)
- 1879
  - Gottfried Semper, kiến trúc sư Đức (s. 1803)
  - Nguyễn Phúc Thục Tư, phong hiệu Xuân Hòa Công chúa, công chúa con vua Minh Mạng nhà Nguyễn (s. 1833)
- 1891
  - Théodore de Banville, nhà văn người Pháp (s. 1823)
  - Joseph Bazalgette, kĩ sư dân sự người Anh (s. 1819)
- 1898 – Henry Bessemer, kỹ sư Anh (s. 1813)
- 1937 – H. P. Lovecraft, nhà văn người Mỹ (s. 1890)
- 1941 – Alexej von Jawlensky, họa sĩ người Nga (s. 1864)
- 1951 – John S. Paraskevopoulos, nhà thiên văn người Hy Lạp (s. 1889)
- 1959 – Lester Young, nhạc sĩ người Mỹ (s. 1909)
- 1962 – Arthur Compton, nhà vật lý, giải thưởng Nobel người Mỹ (s. 1892)
- 1966 – Abe Saperstein, bóng rổ người điều hành người Mỹ (s. 1902)
- 1970 – Tarjei Vesaas, nhà văn người Na Uy (s. 1897)
- 1972 – Aleksandr Ivanovich Laktionov, họa sĩ người Nga (s. 1910)
- 1975 – Aristotle Onassis, tỷ phú Hy Lạp, ngành vận tải biển (s. 1906)
- 1975 – Nhạc sĩ Anh Việt Thu (s.1939)
- 1977 – Antonino Rocca, đô vật Wrestling chuyên nghiệp người Argentina
- 1981 – René Clair, đạo diễn phim người Pháp (s. 1898)
- 1983 – Rebecca West, nhà văn người Anh (s. 1892)
- 1984 – Bùi Văn Nhu - Chuẩn tướng Cảnh sát Quốc gia Việt Nam Cộng hòa
- 1985 – Radha Krishna Choudhary, sử gia, nhà văn Ấn Độ (s. 1921)
- 1989 – Muhammad Jameel Didi, nhà thơ người Maldives (s. 1915)
- 1990 – Tom Harmon, cầu thủ bóng đá, phát thanh viên truyền thanh người Mỹ (s. 1919)
- 1991 – Bud Freeman, nhạc Jazz nhạc sĩ người Mỹ (s. 1906)
- 1997
  - Gail Davis, nữ Diễn viên người Mỹ (s. 1925)
  - Victor Vasarely, họa sĩ người Hungary (s. 1906)
- 1998 – Benjamin Spock, Pediatrician, nhà văn người Mỹ (s. 1903)
- 2001 – Ann Sothern, nữ Diễn viên người Mỹ (s. 1909)
- 2003 – Dame Thora Hird, nữ Diễn viên người Anh (s. 1911)
- 2004 – John Pople, nhà hóa học, giải thưởng Nobel người Anh (s. 1925)
- 2005 – Bob Bellear, quan tòa người Úc (s. 1944)
- 2006 – George Rallis, thủ tướng Hy Lạp (s. 1918)
- 2012 – Hoài An, nhạc sĩ Việt Nam (s. 1929)
- 2016 – Thanh Tùng, nhạc sĩ Việt Nam, (s. 1948)

## Ngày lễ và kỷ niệm
- Ngày Quyền Người tiêu dùng Thế giới (World Consumer Rights Day)
- Ngày thành lập ngành điện ảnh Việt Nam.
- Ngày truyền thống nhiếp ảnh Việt Nam.